# Бланшар, Пьер (актёр)
Пьер Бланша́р (фр. Pierre Blanchar, имя при рождении — Gustave Pierre Blanchard; 1892—1963) — французский актёр театра и кино.

## Биография

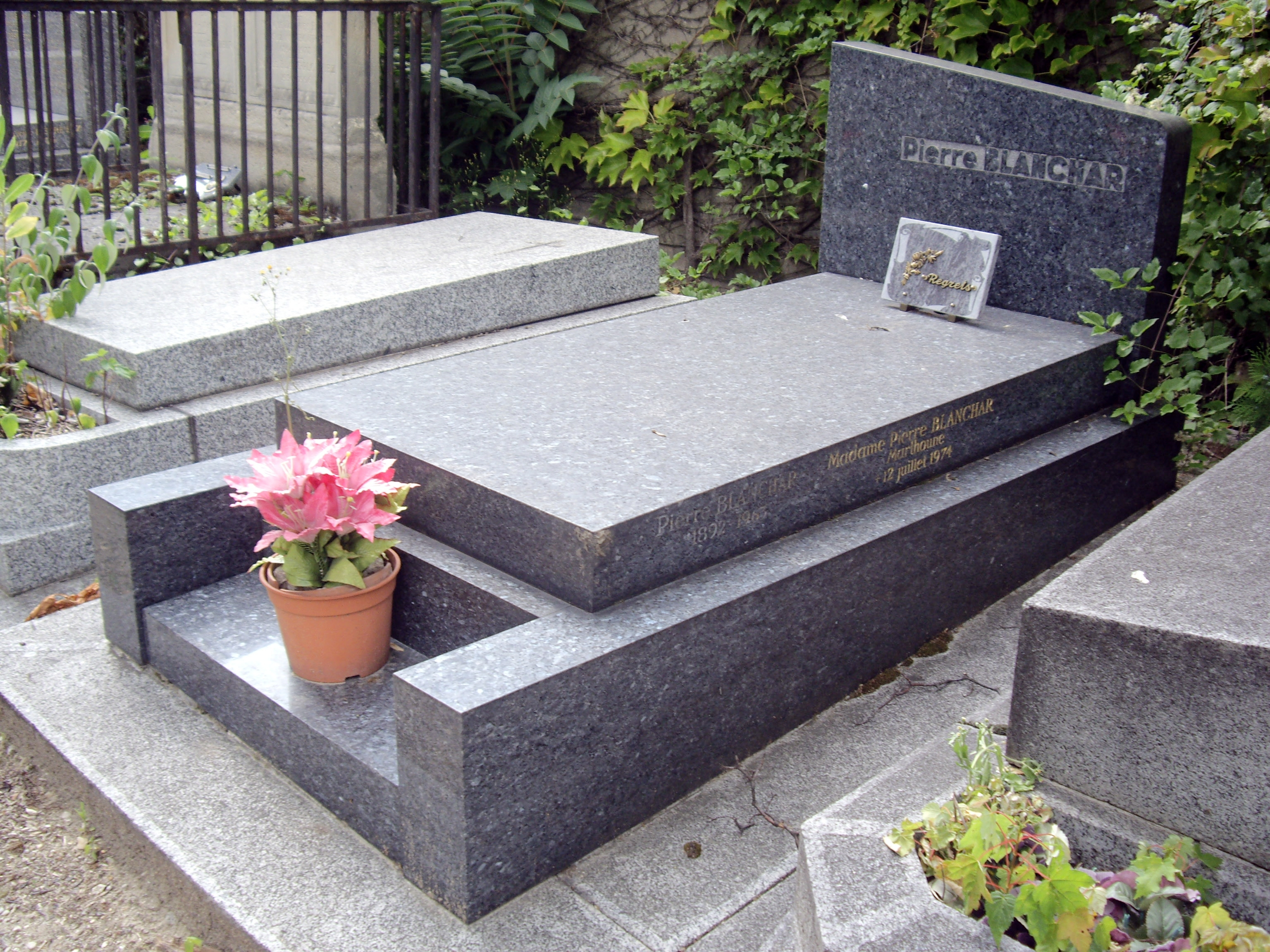
Могила П. Бланшара в Париже

Родился во Французском Алжире, участник Первой мировой войны. С 1919 начал выступать в театре «Одеон», затем учился в Парижской консерватории и работал в различных драматических театрах. С 1921 начал сниматься в кино (первый фильм «Папа, доброе сердце», режиссёр Анри Кросс) и одновременно работал актёрам в различных парижских театрах. В начале кинокарьеры Бланшар выступал в амплуа «первых любовников», затем создал несколько значительных романтических образов. В полной мере талант Бланшара проявился в фильмах, где он играл людей тяжёлой, порой трагической судьбы. В фильме Пьера Шеналя «Преступление и наказание» (Crime et Châtiment, 1935) по роману Ф. М. Достоевского сыграл Раскольникова, за что был удостоен Кубка Вольпи за лучшую мужскую роль на МКФ в Венеции (1935). Исполнил главные роли в фильмах «Пиковая дама» (La dame de pique, 1937) Фёдора Оцепа по произведению А. С. Пушкина и «Игрок» (Le Joueur, 1938) Луи Дакена и Герхарда Лампрехта по роману Достоевского.
Во время оккупации Франции во Второй мировой войне Бланшар снялся в главной роли в фильме режиссёра Ж. Деланнуа «Понкарраль, полковник Империи» (1942). Характер отважного человека, боровшегося против Бурбонов, был близок мужественным героям Французского Сопротивления. В 1943—1945 Бланшар был одним из командиров отрядов Движения Сопротивления, одновременно возглавлял Комитет освобождения французского кино, сыгравший большую роль в сплочении передовых деятелей кино в период борьбы против фашистских оккупантов. Бланшар принимал участие в вооружённом восстании против нацистских оккупантов в Париже (август 1944 года). В 1940-е годы снимался в патриотических фильмах — «Родина» (1946, режиссёр Л. Дакен) и др. Бланшар был одним из первых преподавателей Института высшего кинообразования в Париже.
Снялся в общей сложности в 54 фильмах. Последний фильм с его участием — «Чёрный монокль» (Le Monocle noir, 1961) режиссёра Жоржа Лотнера.
Был женат на Марте Вино (урождённой Лагранж), в браке у них была дочь — актриса Доминик Бланшар.

## Фильмография

### Режиссёр
- 1943 — Тайны — экранизация пьесы И. С. Тургенева «Месяц в деревне»
- 1943 — Единственная любовь — экранизация рассказа Оноре де Бальзака «Большая Бретеш»

### Актёр (избранные роли)
- 1929 — Капитан Фракасс — капитан Фракасс
- 1932 — Атлантида
- 1932 — Красавица морячка — Сильвестр, моряк
- 1933 — Ноль за поведение — воспитатель
- 1935 — Преступление и наказание — Раскольников
- 1936 — Бурлаки на Волге — лейтенант Вадим Борзин
- 1936 — Дорога к славе
- 1937 — Человек ниоткуда — Матиас Паскаль
- 1937 — Бальная записная книжка — Тьерри Рейналь, врач
- 1937 — Пиковая дама — Герман
- 1938 — Странный господин Виктор
- 1938 — Игрок — Алексей Никитин
- 1943 — Тайны — Рене
- 1946 — Пасторальная симфония — Жан Мартанс, пастор
- 1949 — Мой друг Сенфуан — Сенфуан
- 1959 — Катя — некоронованная царица — Кубаров, министр
- 1959 — Разборки среди женщин — «Пират»

### Озвучивание
- 1944 — Освобождение Парижа — читает текст'